# Canoa maratona ai Giochi mondiali 2025
Le competizioni di canoa maratona ai Giochi mondiali 2025 si sono svolte dal 9 al 10 agosto 2025 al Jianyang Cultural and Sports Centre di Chengdu, in Cina.

## Podi

### Uomini
| Specialità                   | Oro           | Argento         | Bronzo       |
| Distanza corta (dettagli)    | Mads Pedersen | Hamish Lovemore | José Ramalho |
| Distanza standard (dettagli) | Mads Pedersen | Hamish Lovemore | José Ramalho |

### Donne
| Specialità                   | Oro              | Argento      | Bronzo           |
| Distanza corta (dettagli)    | Melina Andersson | Vanda Kiszli | Susanna Cicali   |
| Distanza standard (dettagli) | Melina Andersson | Vanda Kiszli | Pernille Hostrup |

## Medagliere
| Posiz. | Nazione    | Oro | Argento | Bronzo | Totale |
| ------ | ---------- | --- | ------- | ------ | ------ |
| 1      | Danimarca  | 2   | 0       | 1      | 3      |
| 2      | Svezia     | 2   | 0       | 0      | 2      |
| 3      | Sudafrica  | 0   | 2       | 0      | 2      |
| 3      | Ungheria   | 0   | 2       | 0      | 2      |
| 5      | Portogallo | 0   | 0       | 2      | 2      |
| 6      | Italia     | 0   | 0       | 1      | 1      |
| Totale | Totale     | 4   | 4       | 4      | 12     |